# Claressa Shields
Claressa Shields (nascuda el 17 de març 1995) és una boxejadora nord-americana. Al maig de 2012, va classificar per competir en els Jocs Olímpics de 2012 on va guanyar l'or, en el primer any en què la boxa femenina es va imposar com un esport olímpic.
Va ser la boxadora més jove de la competència olímpica dels Estats Units, on va guanyar la categoria de pes de 165 lliures.